# Abdullah Sediqi
Abdullah Sediqi (en pachto : عبد الله صدیقی), né le 25 décembre 1996, est un taekwondoïste afghan.

## Biographie
Sediqi, né en Afghanistan, a fui son pays pour continuer à pratiquer son sport, le taekwondo, sport qu'il pratique depuis qu'il est âgé de 8 ans. En tant que réfugié, il ne représente pas son pays natal lors de compétitions internationales mais une équipe de réfugiés, comme l'équipe des réfugiés olympiques du CIO pour les Jeux olympiques,.
Il est parti d'Afghanistan alors que le pays était en guerre pour rejoindre l'Europe, et plus précisément la Belgique (à Anvers, dans le quartier de Wilrijk),, pour s'entraîner dans un camp de réfugiés avec comme entraîneur Alireza Nassrazadany ; c'est parce qu'il s'entraîne en Belgique que le comité olympique belge représente Sediqi dans l'équipe des réfugiés olympiques aux Jeux olympiques d'été de 2020 à Tokyo, au Japon. C'est ainsi le second réfugié installé en Belgique à participer aux Jeux olympiques après Rami Anis, réfugié à Gand, nageur ayant participé aux Jeux olympiques d'été de 2016 à Rio de Janeiro au Brésil.
Le 25 juillet 2021, à Chiba au Japon, Sediqi affronte Zhao Shuai, champion olympique en titre pour sa discipline, et lui a tenu tête mais fut éliminé sur un score de 22-20 pour Zhao Shuai, au Makuhari Messe lors de l'épreuve de taekwondo des Jeux olympiques d'été de 2020.

### Compétitions internationales
En 2018, il participe aux Championnats d'Europe qui se déroulent à Kazan, en Russie, où il perd en seizième de finale face au Polonais Karol Wladyslaw Robak.
En 2019, il participe à l'Open d'Espagne qui se déroule à Castellón, en Espagne, où il remporte la demi-finale face à l'Américain Carl Alan Nickolas en le battant 13 à 9. Il perd la finale face à l'Espagnol Raul Corredor Jimenez avec une différence d'un point (18-17). Il participe la même année aux Championnats du monde à Manchester, au Royaume-Uni ; il perd en trente-deuxième de finale face au Biélorusse Ali Radwan. Toujours en 2019, il participe aux Championnats extra-européens se déroulant à Bari, en Italie, où il combat deux fois en seizième de finale, il remporte son combat contre Edgaras Abromavicius, un Lituanien, mais perd face à l'Anglais Bradly Sinden.
En 2020, il perd son combat en demi-finale contre le Russe Sarmat Tcakoev à l'Open des Pays-Bas, à Eindhoven.
En 2021, il participe aux Championnats d'Europe à Sofia, en Bulgarie, et perd face à l'Espagnol Javier Perez Polo en huitième de finale après avoir remporté un combat de seizième de finale contre l'Autrichien Sandro Peer. Il participe à un combat contre le Polonais Mateusz Szczesnowski en seizième de finale lors des qualifications européennes pour les Jeux olympiques, toujours à Sofia en Bulgarie.
Il a fait tous ces combats dans la catégorie des moins de 68 kg senior.